# Gautseshen
Gautseshen A (nghĩa là "bó hoa sen") là một công nương, đồng thời là nữ tư tế sống vào thời kỳ Vương triều thứ 21 trong lịch sử Ai Cập cổ đại. Bà xuất thân trong vương tộc, được phong danh hiệu Kỹ nữ của Amun.

## Thân thế
Gautseshen là một trong số những người con gái được chứng thực của Menkheperre, một Đại tư tế của Amun đã cai trị toàn bộ Thượng Ai Cập vào thời điểm đó. Mẹ của Gautseshen có thể là công chúa Isetemkheb C, con gái của Pharaon Psusennes I. Gautseshen có 2 người anh em trai là Smendes II và Pinedjem II, đều kế nghiệp Menkheperre làm Đại tư tế của Amun, cai trị toàn bộ vùng Thebes.
Gautseshen kết hôn với Tjanefer, người giữ chức Đệ tứ Tiên tri của Amun, sau này được thăng làm Đệ tam Tiên tri của Amun. Họ có hai con trai là Pinedjem A, Đệ tứ Tiên tri và Menkheperre B, Đệ tam Tiên tri.
Gautseshen được chôn cất tại Bab el-Gasus, cùng với chồng và 2 con trai. Ngoài ra, thi hài của Hori C và Meritamun F, anh chị em của Gautseshen và một số người thân của Tjanefer cũng được tìm thấy tại đây.
Cỗ quan tài trong và cuộn giấy cói tang lễ của Gautseshen hiện đang được lưu giữ tại Bảo tàng Ai Cập. Cuộn giấy cói tang lễ là một phần bản sao của Quyển sách của cái chết, qua đó cho thấy những thay đổi trong nghi thức tang lễ dưới thời Vương triều thứ 21. Những dòng văn tự trong cuộn giấy cũng khẳng định, Gautseshen là con gái của Menkheperre.